# Srbské království (1718–1739)
Srbské království (srbsky Краљевина Србија, psáno v latince Kraljevina Srbija, německy Königreich Serbien, latinsky Regnum Serviae) bylo v letech 1718–1739 korunní země Habsburské monarchie, která vznikla z okupace území osmanského Smederevského sandžaku po dobytí Bělehradu v roce 1717 a brzy na to zanikla po rusko-turecké válce, kdy Rakousko postoupilo zpět Osmanské říši některá nedávno získaná území včetně království Srbska. V době habsburské nadvlády se mohli Srbové těšit v rámci monarchie určitých výsad, které neměli v předchozím osmanském období: zemi bylo umožněno zformování vlastní vlády včetně domobrany a hospodářského začlenění mezi země monarchie. Zlepšení životní úrovně se mimo jiné projevilo i tím, že během několika let se rozrostla střední vrstva obyvatelstva a vzrostl také počet obyvatel z původních 270 tisíc na 400 tisíc.